# Blastophaga breviventris
Blastophaga breviventris är en stekelart som beskrevs av Mayr 1885. Blastophaga breviventris ingår i släktet Blastophaga och familjen fikonsteklar. Inga underarter finns listade.